# Паломничество к источнику Сан-Исидро
«Паломничество к источнику Сан-Исидро» (исп. Peregrinación a la fuente de San Isidro) — роспись испанского художника Франсиско Гойи, написанная между 1819 и 1823 годами на стене его «Дома Глухого». Одно из 14 подобных изображений, которое позднее было переведено на холст и ныне хранится в Музее Прадо.
Композиция первоначально, согласно инвентаризации в 1828—1830 годах друга Гойи Антонио Бругады, находилась среди панно, расположенных на верхнем этаже «Дома Глухого». В числе других «Мрачных картин» была переведена на холст художником Сальвадором Мартинесом Кубельсом по просьбе французского банкира Фредерика Эмиля д'Эрлангера для показа на Всемирной выставке 1878 года. Работа не привлекала покупателей и поэтому в 1881 году была подарена Музею Прадо.

## Сюжет картины
Сюжет композиции не ясен. В каталоге Антонио Бругады она названа «Святой инквизицией», по видимому из-за облика фигур, расположенных в нижнем правом углу картины. Однако в эту трактовку не вписываются остальные персонажи картины, никак не связанные с инквизицией. Они бредут в непонятном направлении в общей массе.

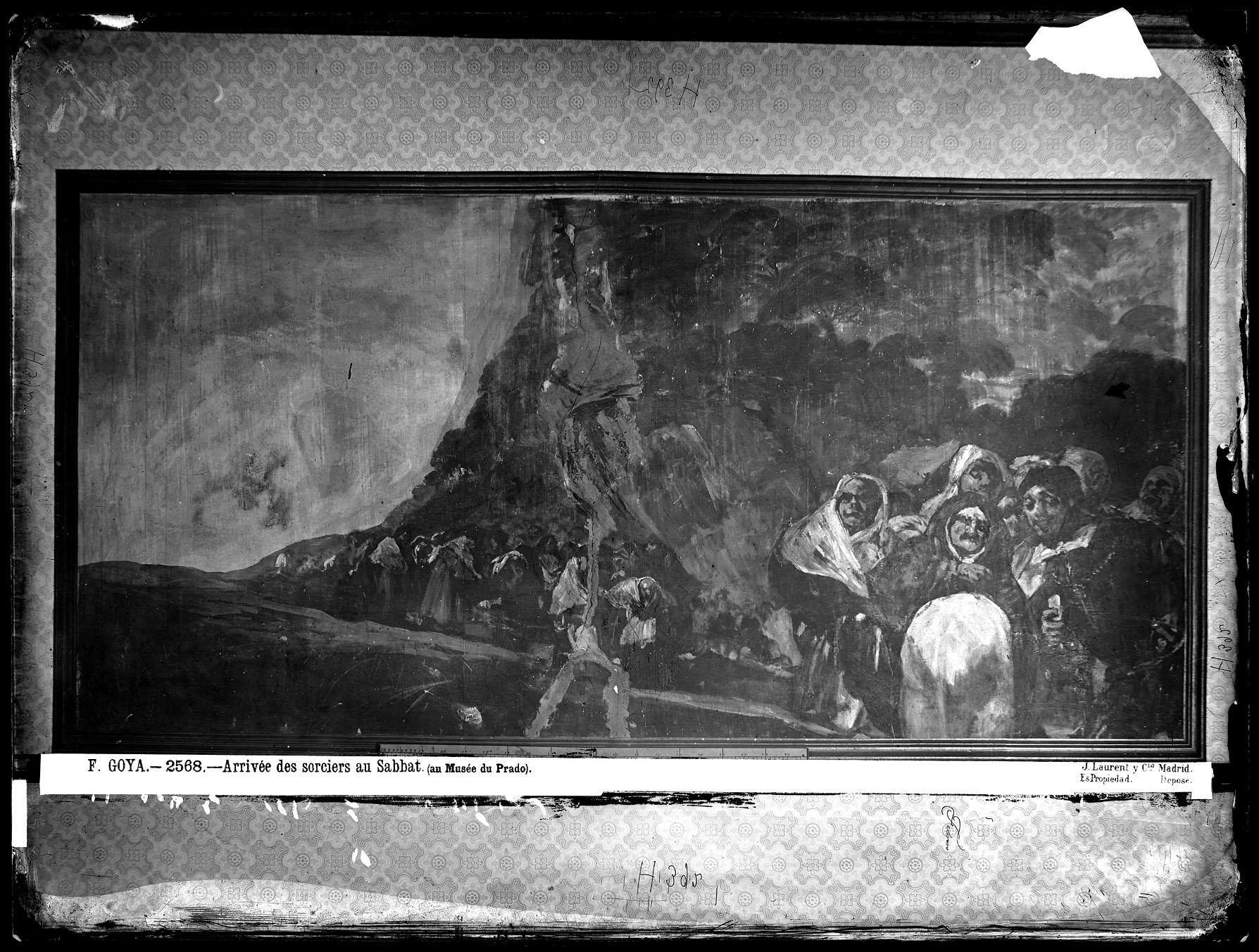
Паломничество к источнику Сан-Исидро. Снимок 1874 года росписи Гойи в Доме Глухого.

Композиция картины нарушена. Все привлекающие внимание персонажи сгруппированы в нижнем правом углу картины, в то время как противоположная сторона отдана под суровый пейзаж и неразличимой части толпы.